# Голі та смішні
«Го́лі та смішні́» — (англ. Naked and Funny) — телевізійне шоу розіграшів прихованою камерою, випускається в Одесі. Шоу створено авторами телепередачі «Джентльмен-шоу». Випускається з 2007 року. Прем'єрні випуски виходять на телеканалі ICTV.

## Опис
У програмі вуличні сюжети зібрані в серії по 23 хв. кожна. Знімання нібито ведеться прихованою камерою. В основі лежить реакція перехожих або відвідувачів того або іншого публічного місця на наготу (з трусами, оголені тільки груди та сідниці між стрінгами) жінки, після чого кожного хто «засвітився» інформують, що він знятий. Приклад. Дівчина 20-30 років просить допомогти їй застебнути блискавку на сукні ззаду. Схема схожа з прихованою камерою.

## Факти
Насправді шоу режисоване, розіграші режисовані. Знімання ведеться не прихованою камерою, актори (навіть нібито випадкові) знають про те, де знаходиться камера.

## Автори шоу
- Ігор Міняйло, Євген Хаїт, Сергій Олех, Олег Філімонов